# Escudo de Malta
El escudo de Malta es un campo partido de plata y de gules. En el cuartel de plata, en el jefe, una cruz griega del mismo metal con la figura de San Jorge matando un dragón representada en su parte central y rodeada por un listón en el que figura el lema en inglés “For Gallantry” (“al heroísmo”). En la cruz aparecen también las iniciales en inglés del rey Jorge VI del Reino Unido (“G-VI”). Esta cruz es la representación de una condecoración británica, la Cruz de San Jorge, otorgada de forma colectiva a todo el pueblo maltés por su comportamiento durante la II Guerra Mundial y que ha quedado incorporada tanto en el escudo como en la bandera nacional de Malta.
Al timbre una corona mural de oro de ocho torres, vistas cinco, aclarada y mampostada de sable. El escudo aparece rodeado por una guirnalda compuesta de dos ramas, de olivo (en su diestra) y de palma (en su siniestra); plantas muy vinculadas con Malta y símbolos de la paz. Las dos ramas están unidas por una cinta de plata cargada con la denominación oficial del país “Repubblika ta' Malta” (República de Malta) en letras de sable.
El campo partido de plata y de gules ha figurado en las armas de Malta desde la Edad Media, salvo un breve periodo comprendido entre los años 1975 y 1988. En un relato tradicional no verificado sobre el origen del escudo, se afirma que este fue entregado a Malta por el conde Roger en el año 1091.

## 1964-1975
Entre 1964 y 1975 el nuevo estado maltés independiente era simbolizado por un escudo de tradición británica con los colores de la bandera nacional soportado por dos delfines, uno con una rama de olivo y el otro con una rama de palma. Por timbre, un yelmo de oro con lambrequines de plata y gules y, encima, una corona mural también de oro. Bajo el escudo, unas ondas de azur en alusión al Mediterráneo, la Cruz de Malta de ocho puntas en representación de la orden de San Juan y una cinta con el lema en latín VIRTUTE ET CONSTANTIA (Virtud y Constancia). Actualmente, este es el lema de la Orden Nacional del Mérito.

## 1975-1988
Este escudo de armas fue aprobado el 11 de julio de 1975, un año después de que Malta se convirtiera en una república. Se mostró una escena costera con el sol naciente, un barco maltés tradicional (el "Luzzu"), unos remos y una chumbera. Todos estos símbolos son algo relacionados con Malta. Debajo de la imagen aparecía escrito el nuevo nombre del Estado: "Repubblika Ta 'Malta" (República de Malta).
Este escudo de armas podía verse todavía en las monedas maltesas hasta el 1 de enero de 2008, fecha en la que Malta adoptó el euro.

## Evolución histórica del escudo

Escudo de armas de Gran Bretaña (1714-1801)
Escudo de armas del Reino Unido (1801-1816)
Escudo de armas del Reino Unido (1816-1837)
Escudo de armas del Reino Unido (1901-1952)
Escudo de armas del Reino Unido (1952-1964)
Insignia de Malta (1875-1898)
Insignia de Malta (1898-1943)
Insignia de Malta (1943-1964)
Escudo de armas del Gobernador General de Malta (1964-1974)
Escudo de armas de Malta (1964-1975)
Emblema de Malta (1975-1988)